# آرزوی ایرلندی
آرزوی ایرلندی (به انگلیسی: Irish Wish) یک فیلم کمدی رمانتیک فانتزی آمریکایی محصول ۲۰۲۴ به کارگردانی جیمز بست و نویسندگی کیرستن هانسن است. لیندزی لوهان نقش اصلی این فیلم را ایفا کرده و در کنارش برد کرووی. اد اسپیلرز، الکساندر ولاهوس، آیشا کاری،  الیزابت تان و جین سیمور حضور دارند.
این فیلم در سپتامبر ۲۰۲۲ به‌طور رسمی معرفی شد و تولید آن همان ماه در ایرلند آغاز شد. این فیلم در ۱۵ مارس ۲۰۲۴ از طریق نتفلیکس منتشر شد.

## داستان
زمانی که عشق زندگی او با بهترین دوستش نامزد می‌کند، مدی احساسات خود را کنار می‌گذارد تا در عروسی آنها در ایرلند ساقدوش شود. چند روز قبل از اینکه این زوج قرار است ازدواج کنند، مدی یک آرزوی خود به خود برای عشق واقعی می‌کند تا به عنوان عروس آینده از خواب بیدار شود. مدی در حالی که به نظر می‌رسد رؤیای او به حقیقت می‌پیوندد، به زودی متوجه می‌شود که همسر واقعی او شخص دیگری است.